# Friedrich Wilhelm Droste zu Füchten
Friedrich Wilhelm Freiherr Droste zu Füchten (* 5. Juli 1712; † 23. Februar 1753) war Domherr in Münster und Paderborn.

## Leben

### Herkunft und Familie
Friedrich Wilhelm Droste zu Füchten wuchs als Sohn des Ernst Dietrich Anton von Droste zu Füchten und dessen Gemahlin Ursula Sibylla von Plettenberg zu Lenhausen zusammen mit seinen Brüdern Caspar Ferdinand (1713–1774) und Friedrich Ferdinand (1719–1770) in der westfälischen Adelsfamilie Droste zu Füchten auf.
Sie waren die Neffen des Ministers Ferdinand von Plettenberg.

### Wirken
Mit dem Erhalt der Tonsur am 28. Dezember 1727 wurde Friedrich Wilhelm auf ein geistliches Leben vorbereitet. Am 9. Januar 1733 ergriff er Besitz der münsterschen Dompräbende, die ihm durch päpstlichen Zuspruch zugewiesen wurde. Friedrich Wilhelm war auch Domherr in Paderborn, wo er 1741 verzichtete. Im Jahre 1746 verzichtete er auch in Münster zugunsten seines Bruders Friedrich Ferdinand und heiratete Bernhardina Antonetta von Korff–Schmising (Schwester des Clemens August von Korff–Schmising). Aus der Ehe gingen die Töchter Clara und Sophia Alexandrine, die mit Clemens August Maria Droste zu Vischering verheiratet war, hervor.